# Guerville, Seine-Maritime
Guerville är en kommun i departementet Seine-Maritime i regionen Normandie i norra Frankrike. Kommunen ligger i kantonen Blangy-sur-Bresle som tillhör arrondissementet Dieppe. År 2022 hade Guerville 470 invånare.

## Befolkningsutveckling
Antalet invånare i kommunen Guerville
| Referens: INSEE |